# Миллер, Роберт Уоррен
Роберт Уоррен Миллер (англ. Robert Warren Miller; род. 23 мая 1933, Куинси, Массачусетс) — американский и британский предприниматель, миллиардер. Соучредитель DFS Group. Отец наследной принцессы Греции Мари-Шанталь, принцессы Александры фон Фюрстенберг и Пии Гетти, которых таблоиды и высшее общество окрестили сёстрами Миллер.
В июне 2019 году — 4,8 миллиарда долларов.

## Ранняя жизнь и образование
Родился 23 мая 1933 года в Куинси, округ Норфолк штата Массачусетс. Сын бухгалтера и продавца Эллиса Уоррена Эпплтона Миллера (1898—1986) и его жена Софии «Софи» Джун Сквербриггс (1899—1998), уроженки Канады и бывшей гувернантки. Предки Миллера уходят корнями в британскую североамериканскую колониальную элиту и происходит от короля Англии Генриха I, короля Франции Людовика IV и короля Шотландии Вильгельма I . Он также происходит от Исаака Самуэля, еврейского купца[значимость факта?].
Роберт Уоррен Миллер учился в школе гостиничного администрирования Корнельского университета и окончил её в 1955 году со степенью бакалавра наук в области гостиничного администрирования. Он был членом пси-братства Фи Каппа и литературного общества Ирвинга.

## Карьера

### Duty Free Shoppers (DFS)
Концепция «беспошлинного шопинга» — предоставления путешественникам высококлассных льгот, свободных от налогов на импорт, — находилась в зачаточном состоянии, когда 7 ноября 1960 года Роберт Уоррен Миллер вместе с Чаком Фини основал DFS.
DFS начала свою деятельность в Гонконге, где она до сих пор сохраняет свою корпоративную штаб-квартиру, позже распространившись на Европу и другие континенты. Первый крупный прорыв DFS произошел в начале 1960-х годов, когда она получила монопольную концессию на беспошлинную торговлю на Гаваях и Гонконге, что позволяет ей продавать свои товары на японских туристов. DFS в конечном итоге расширена до аэропорта магазинах беспошлинной торговли и крупный центр Галерея магазинов, и стала крупнейшей в мире туристической розничной торговли. В 1996 году доли Фини были приобретены французской группой предметов роскоши Louis Vuitton Moët Hennessy (LVMH) за 1,63 миллиарда долларов.
Миллер сохранил свои акции и остается значительным миноритарным акционером (38 %) в DFS наряду с LVMH , которая выкупила долю Фини. Совсем недавно Миллер сделал ставку на появление экономической элиты материкового Китая. Чтобы представить свои новые товары, DFS вышла за пределы винных магазинов в аэропорту и занялась торговыми помещениями, стремясь продвигать самый широкий портфель торговых марок на передвижном рынке. В 2010 году объём продаж DFS Group оценивался примерно в 2,2 миллиарда евро. По состоянию на 2012 год у него 150 магазинов в 15 тихоокеанских штатах. Его деятельность в центре города осуществляется под названием Galleria.
Миллер был назван «Человеком месяца» за ноябрь 2010 года по версии журнала Moodie Report в знак признания его продвижения дела индустрии предметов роскоши. В том же году магазины Duty Free Shops (DFS) отпраздновали свое 50-летие в магазине DFS Galleria Sun Plaza в Гонконге гала-концертом, на котором присутствовало 2000 гостей, с выступлением Вайклефа Жана.

### Search Investment Group Ltd
В 1973 году Миллер основал Search Investment Group Ltd, международную инвестиционную компанию, генеральным директором и председателем которой он является. The Search investment Group Ltd является крупным акционером Ortelius Capital Partners, инвестиционной компании, основанной зятем Миллера принцем Павлом Греческим и Питером Де Сорси. Он также является руководителем группы консультантов SAIL (Search Alternative Investments Ltd), глобальных инвесторов в хедж-фонды. Наряду с другими активами, Миллер в настоящее время занимает 68-е место в списке самых богатых людей Великобритании, опустившись с 22-го места в 2003 году.

## Парусные рекорды
В октябре 2003 года однокорпусная яхта Миллера Mari-Cha IV установила новый мировой рекорд, став первым однокорпусным яхтой, пересекшим Атлантический океан менее чем за семь дней . Во время того же перехода яхта также побила 24-часовой рекорд расстояния, пройдя 525,5 морских миль (973,2 км). И он, и его зять Павлос, наследный принц Греции, сын короля Греции Константина II, были членами экипажа.
30 апреля 2005 года Mari-Cha IV выиграл Rolex Transatlantic Challenge и побил вековой рекорд трансатлантического пересечения с запада на восток, установленный Чарли Барром. Он преодолел 2925 морских миль через Северную Атлантику между Нью-Йорком и Англией за 9 дней, 15 часов, 55 минут и 23 секунды — на полные 2 дня, 12 часов, 6 минут и 56 секунд быстрее, чем рекорд. установлен 100 лет назад. Во время переправы, побившей все рекорды, Миллер в плохую погоду толкнул Mari-Cha IV за допустимые пределы, и изголовье грота и изголовье грота и бизани сломались.

## Личная жизнь
С 3 августа 1965 года женат на эквадорке Марии Кларе «Шанталь» Песантес Бесерре (род. 25 июня 1940), дочери Сервандо Песантеса, строительного рабочего, и Беатрис Бесерры. У супругов трое дочерей:
- Пиа Кристина Миллер (род. 1966), с 1992 года жена Кристофа Рональда Гетти, сына Жана Рональда Гетти и внука Жана Пола Гетти, наследника компании Getty Oil. Четверо детей. Супруги оформили развод в 2005 году.
- Мари-Шанталь Клэр Миллер (род. 17 сентября 1968), с 1995 года жена Павла, кронпринца Греции (род. 1967). У супругов пять детей.
- Александра Наташа Миллер (род. 3 октября 1972), с 1995 года жена принца Александра фон Фюрстенберга (род. 1970). Двое детей. Супруги оформили развод в 2002 году. В 2015 году Александра вышла замуж за Дэкса Миллера.

Роберт Уоррен Миллер также владеет 36 000 акрами земли (146 км²) в поместье Ганнерсайд в графстве Йоркшир, одном из крупнейших спортивных поместий в Великобритании.

## Ассоциации
Миллер является попечителем Азиатского общества, независимым неисполнительным директором и членом Комитета по вознаграждениям Hong Kong and Shanghai Hotels Ltd., а также почетным членом президентского совета и попечителем Корнельского университета.